# Вуд, Александра
Александра Вуд — скрипачка из Кукхема, Англия.

## Биография
Александра начала играть в 3 года. В 10 лет набрала 140 баллов за экзамен VIII класса в Associated Board of the Royal Schools of Music. Она дала свое первое концертное выступление в 13 лет, тогда же, присоединилась к Национальному молодежному оркестру Великобритании.
В 2000 году Вуд окончила Селвинский колледж в Кембридже с отличием. Затем она пошла в Королевский музыкальный колледж в Лондоне, где училась у Ицхака Рашковского, и была удостоена стипендии President Emerita Scholarship. По окончании обучения ей были присуждены стипендии Миллса Уильямса и Фиби Бенхам Джуниор.
Александра неоднократно выигрывала главные призы на международных конкурсах скрипачей, в том числе на конкурсе скрипачей имени Генрика Венявского, Тибора Варга, Родольфо Липицера и Ямпольского. Вуд была награждена медалью Worshipful Company of Musicians в 2000 году.

## Карьера
Александра Вуд — первая скрипка Birmingham Contemporary Music Group. Она часто выступает в дуэте с Хью Уоткинсом, с которым познакомилась в университете. Она является членом Contemporary Consort — небольшого ансамбля, специализирующегося на британской музыке с 1900 года по настоящее время.
В 2009 году она выпустила CD с записями мировой премьеры: Chimera. В том же году Вуд представила на концерте новую партию для скрипки, написанную для неё Хью Вудом (однофамильцы).
В 2011 году Вуд выступила с премьерой скрипичного концерта Шарлотты Брей «Caught in Treetops» на Aldeburgh Festival
В 2013 году Вуд заняла должность лидера в камерном оркестре City of London Sinfonia
Регулярно принимает участие в качестве приглашенного артиста в других ансамблях, в том числе в London Sinfonietta и в Aurora Orchestra.
Вуд играет на скрипке, созданной Николо Гальяно в 1767 году.